# Monotagma smaragdinum
Monotagma smaragdinum là một loài thực vật có hoa trong họ Marantaceae. Loài này được (Linden & André) K.Schum. mô tả khoa học đầu tiên năm 1902.